# Parafia św. Jana Chrzciciela w Żelisławicach
Parafia świętego Jana Chrzciciela w Żelisławicach – parafia rzymskokatolicka, znajdująca się w diecezji sosnowieckiej, w dekanacie XIV – św. Macieja Apostoła w Siewierzu.